# Bleekkopgraszanger
De bleekkopgraszanger (Cisticola cinnamomeus) is een vogel uit de familie Cisticolidae.

## Verspreiding en leefgebied
Deze soort komt voor in zuidelijk en zuidelijk-centraal Afrika en telt drie ondersoorten:
- C. c. midcongo: zuidoostelijk Gabon, Congo-Brazzaville en westelijk Congo-Kinshasa.
- C. c. cinnamomeus: van centraal Angola tot zuidelijk Tanzania, zuidelijk tot noordelijk Botswana.
- C. c. egregius: zuidelijk Mozambique en oostelijk Zuid-Afrika.

## Status
De grootte van de populatie is niet gekwantificeerd maar de soort wordt omschreven als plaatselijk algemeen. Op de Rode lijst van de IUCN heeft deze soort de status niet bedreigd.